# Оса-М
М-4 «Оса-М» (індекс ГРАУ — 4К33, за класифікацією НАТО : SA-N-4 Gecko («Геккон»)) — російський автоматизований військовий корабельний двобалочний зенітний ракетний комплекс, морський варіант ЗРК Оса. Спроектований за єдиними тактико-технічними вимогами та суттєвих відмінностей у їх конструкції немає. ЗРК «Оса-М» повністю уніфікований з військовим комплексом «Оса» по ракеті 9М33 і на 70 % по системах управління, але має готові до пуску тільки дві ЗУР проти чотирьох (а пізніше — шести) у сухопутної версії.
Комплекс ЗРК «Оса-М» та його модифікації може встановлюватися на кораблях водотоннажністю 500 тонн і більше. Входить до складу озброєння ВПК проекту 1134Б, ВДК проєкту 1174, СКР проектів 1135, 1135-1, 1159, авіанесучих крейсерів проекту 1143, атомних крейсерів проекту 1144 (клас «Орлан»), крейсерів проекту 1164 (клас 1234, МПК проекту 1124, ККС проекту 1833, крейсерів управління проектів 68-У1 (" Жданов ") і 68-У2 (" Сенявін ").

## Модифікації
- Оса-М — базовий варіант корабельного комплексу. Прийнято на озброєння в 1971 році, одночасно з військовим ЗРК «Оса».
- Оса-МА — модифікація Оса-М, створена в 1975 році і випробувана на малому протичовновому кораблі пр. 1124 (МПК-147) у Чорному морі. Комплекс прийнято на озброєння у 1979 році. Його характеристики забезпечували поразку цілей, що низько летять, на висоті 25-60 м над рівнем моря.
- Оса-МА-2 — модифікація Оса-МА створена у першій половині 1980-х років і є подальшим розвитком цього комплексу. Оса-МА-2 має підвищену ефективність стрільби по низьколітніх ПКР і забезпечує їх ураження на висоті 5 метрів над гребенем хвиль.

## ТТХ
- Ракета 9М33 одноступінчаста твердопаливна.
- Маса ракети — 128 кг.
- Довжина ракети — 3158 мм.
- Діаметр корпусу — 206 мм.
- Розмах крила ракети — 650 мм.
- Мінімальна висота цілі — 5 м.
- Дальність дії — 15 км.
- Досяжність за висотою до 3,5-4 км.
- Швидкість польоту — 500 м/с.
- Швидкострільність — 2 постріли за хвилину.
- Час перезаряджання пускової установки — 16-21 сек.
- Вага пускової установки без боєкомплекту — 6850 кг.